# Peter H. Seeburg
Peter H. Seeburg (* 21. August 1944 in Querfurt; † 22. August 2016) war ein deutscher Neurobiologe und Biochemiker.

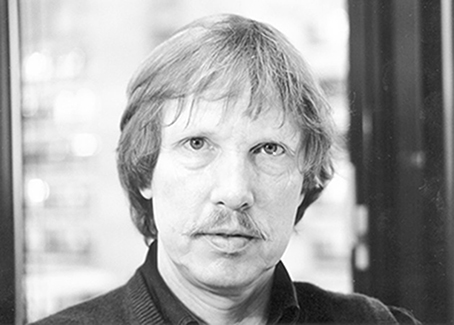
Peter Seeburg (1993)

## Leben
Seeburg studierte Chemie und Biochemie. Nach der Promotion an der Universität Tübingen im Jahre 1974 begann er drei Jahre später eine postdoktorale Ausbildung an der University of California, San Francisco. Seine Forschungsschwerpunkte lagen auf der Charakterisierung von Rezeptoren und ligandengesteuerten Ionenkanälen.
Im Jahre 1978 wurde er Wissenschaftlicher Mitarbeiter bei der Firma Genentech in San Francisco, 1985 wurde er dort Leitender Wissenschaftler. Hier war er maßgeblich an der Entwicklung von Protropin, dem ersten von Genentec vermarkteten Arzneimittel beteiligt. Protropin ist mit gentechnologischen Methoden synthetisch in E. coli produziertes Somatotropin (eng. human growth hormone). Über den Ursprung der für die Expression verwendeten DNA kam es zu einer gerichtlichen Auseinandersetzung zwischen der UCSF und Genentech. Von 1986 bis 1996 war er Professor am ZMBH an der Universität Heidelberg. Schwerpunkt war die Funktionsanalyse von Glutamatrezeptoren und insbesondere die Bedeutung des RNA-Editings für deren Funktion. Seit 1996 war er Direktor und Wissenschaftliches Mitglied in der Abteilung Molekulare Neurobiologie am Max-Planck-Institutes für medizinische Forschung. Hier hat er insbesondere mit Hilfe transgener Mäuse und mit Knockout-Mäusen wesentliche Beiträge zur Funktion von Glutamatrezeptoren für Lernen und Gedächtnis geleistet.
1999 wurde Seeburg von Hubert Markl, dem damaligen Präsidenten seines Arbeitgebers, der Max-Planck-Gesellschaft, wegen Wissenschaftlichen Fehlverhaltens ermahnt, weil die Herkunftsangabe einer DNA-Probe in einer Veröffentlichung von 1979 nicht korrekt angegeben war. Hintergrund war ein Patentstreit zwischen der University of California und der Firma Genentech um das Patent für die gentechnische Herstellung von Somatropin. Seeburg war zuerst Mitarbeiter der University of California und wechselte von dort zu Genentech.
Seit 1989 war Seeburg Mitglied der EMBO.

## Ehrungen und Auszeichnungen
- 1992: Humboldt-Forschungspreis
- 1992: NEN-Dupont-Preis
- 1992: Ernst-Schering-Preis
- 1992: Beckurts-Preis
- 1993: Feldberg-Preis
- 1997: ECNP-Lilly-Preis
- 1997–2002: Bristol Myers Squibb, unrestricted Grant in Neuroscience
- 2007: InBev-Baillet Latour Health Prize